# Liste der Kulturdenkmale in Rehefeld-Zaunhaus
Die Liste der Kulturdenkmale in Rehefeld-Zaunhaus enthält die Kulturdenkmale im Altenberger Ortsteil Rehefeld-Zaunhaus. Die Anmerkungen sind zu beachten.
Diese Liste ist eine Teilliste der Liste der Kulturdenkmale in Altenberg. 

Diese Liste ist eine Teilliste der Liste der Kulturdenkmale in Sachsen.

## Legende
- Bild: Bild des Kulturdenkmals, ggf. zusätzlich mit einem Link zu weiteren Fotos des Kulturdenkmals im Medienarchiv Wikimedia Commons. Wenn man auf das Kamerasymbol klickt, können Fotos zu Kulturdenkmalen aus dieser Liste hochgeladen werden:
- Bezeichnung: Denkmalgeschützte Objekte und ggf. Bauwerksname des Kulturdenkmals
- Lage: Straßenname und Hausnummer oder Flurstücknummer des Kulturdenkmals. Die Grundsortierung der Liste erfolgt nach dieser Adresse. Der Link (Karte) führt zu verschiedenen Kartendiensten mit der Position des Kulturdenkmals. Fehlt dieser Link, wurden die Koordinaten noch nicht eingetragen. Sind diese bekannt, können sie über ein Tool mit einer Kartenansicht einfach nachgetragen werden. In dieser Kartenansicht sind Kulturdenkmale ohne Koordinaten mit einem roten bzw. orangen Marker dargestellt und können durch Verschieben auf die richtige Position in der Karte mit Koordinaten versehen werden. Kulturdenkmale ohne Bild sind an einem blauen bzw. roten Marker erkennbar.
- Datierung: Baubeginn, Fertigstellung, Datum der Erstnennung oder grobe zeitliche Einordnung entsprechend des Eintrags in der sächsischen Denkmaldatenbank
- Beschreibung: Kurzcharakteristik des Kulturdenkmals entsprechend des Eintrags in der sächsischen Denkmaldatenbank, ggf. ergänzt durch die dort nur selten veröffentlichten Erfassungstexte oder zusätzliche Informationen
- ID: Vom Landesamt für Denkmalpflege Sachsen vergebene, das Kulturdenkmal eindeutig identifizierende Objekt-Nummer. Der Link führt zum PDF-Denkmaldokument des Landesamtes für Denkmalpflege Sachsen. Bei ehemaligen Kulturdenkmalen können die Objektnummern unbekannt sein und deshalb fehlen bzw. die Links von aus der Datenbank entfernten Objektnummern ins Leere führen. Ein ggf. vorhandenes Icon  führt zu den Angaben des Kulturdenkmals bei Wikidata.

## Rehefeld-Zaunhaus
| Bild                                    | Bezeichnung | Lage                                   | Datierung                 | Beschreibung | ID       |
| --------------------------------------- | --- | -------------------------------------- | ------------------------- | --- | -------- |
| Direkt Bild zu diesem Denkmal hochladen | Kalkstollen | Alte Teichstraße 9 (gegenüber) (Karte) | ab 1600, bis 1910         | ca. 200 m lang, zum Teil Binge, bergbaugeschichtlich von Bedeutung | 09277813 |
| Direkt Bild zu diesem Denkmal hochladen | Meilenstein | Altenberger Straße (Karte)             | 2. Hälfte 19. Jahrhundert | Königlich-Sächsischer Meilenstein, zum Kilometerstein umgearbeiteter Abzweigstein in Sandstein an der Kreuzung der Straße Teplitz–Frauenstein und des Steinernen Weges nach Altenberg, als Teil des seit 1858 im Königreich Sachsen eingeführten Meilensystems und des seit 1875 geltenden kilometrischen Systems von verkehrsgeschichtlicher Bedeutung                                                                                         | 09306860 |
| Direkt Bild zu diesem Denkmal hochladen | Meilenstein | Altenberger Straße (Karte)             | 2. Hälfte 19. Jahrhundert | Königlich-Sächsischer Meilenstein, weitgehend original erhaltener Ganzmeilenstein an der Straße Frauenstein–Teplitz, als Teil des seit 1858 im Königreich Sachsen eingeführten Meilensystems von verkehrsgeschichtlicher Bedeutung | 09306861 |
| Direkt Bild zu diesem Denkmal hochladen | Wohnstallhaus | Alter Schulweg 1 (Karte)               | 18. Jh.                   | Obergeschoss Fachwerk, baugeschichtliche Bedeutung. Erdgeschoss massiv, Fenstergewände nicht erhalten, Fenster Obergeschoss fast in originaler Größe, Satteldach mit Schieferdeckung, eine Giebelseite neu verschindelt | 09277819 |
| Direkt Bild zu diesem Denkmal hochladen | Wohnstallhaus (ohne nördl. Anbau)                                                                                  | Alter Schulweg 7 (Karte)               | 18. Jh.                   | Obergeschoss Fachwerk, baugeschichtliche Bedeutung. Erdgeschoss massiv, Fenster Obergeschoss in originaler Größe, steiles Satteldach | 09277812 |
| Direkt Bild zu diesem Denkmal hochladen | Ehemalige Schule                                                                                                   | Alter Schulweg 12 (Karte)              | 1909/1910                 | mit Einflüssen des sog. Reformstils, ortshistorische Relevanz. zweigeschossiger massiver Bau, Erdgeschoss verputzt, mit originaler Fenstersprossung, Obergeschoss verbrettert, desgl., Mansarddach, altdeutsche Schieferdeckung, zentraler Dacherker, Eingang seitlich, mit Sandstein-Freitreppe und originalem Holzgeländer, Tür nicht original, heute Rathaus, Beispiel des Sächsischen Heimatschutzes in „Neuere Ländliche Volksschulen ...“ | 09277804 |
| Direkt Bild zu diesem Denkmal hochladen | Denkmal für Heinrich von Cotta                                                                                     | Am Donnerberg (Karte)                  | 1863                      | personengeschichtlich von Bedeutung. errichtet 1863 zum hundertsten Geburtstag von Heinrich Cotta (1763–1844) | 09277946 |
| Weitere Bilder                          | Wohnhaus | Am Donnerberg 1 (Karte)                | um 1850                   | Obergeschoss Fachwerk, Spätphase regionaltypischer Holzbauweise, wissenschaftlich-dokumentarischer Wert, baugeschichtlich von Bedeutung. Erdgeschoss massiv, geglättet, Giebelseite verschindelt, Trockentoilette, Fenster in originaler Größe, im Obergeschoss sechsfeldrig gesprosst, Satteldach | 09277807 |
|                                         | Sachgesamtheit Friedhof Rehefeld mit Einzeldenkmalen sowie Friedhof (Gartendenkmal)                                | Am Donnerberg 2 (Karte)                | 1920er Jahre              | Sachgesamtheit Friedhof Rehefeld mit den Einzeldenkmalen: Friedhofskapelle, zwei OdF-Gräber und Einfriedung (Einzeldenkmale ID-Nr. 09277806) sowie Friedhof (Gartendenkmal) – baugeschichtlich und ortsgeschichtlich von Bedeutung. Kapelle: sorgfältig verbrettert, mit schönem Türblatt, Spitzbogenfenster mit originaler Sprossung, Walmdach, Schieferdeckung, Dachreiter.                                                                   | 09301356 |
|                                         | Friedhofskapelle und Einfriedung (Einzeldenkmale zu ID-Nr. 09301356)                                               | Am Donnerberg 2 (Karte)                | vermutlich 1920er Jahre   | Einzeldenkmale der Sachgesamtheit: Friedhofskapelle, zwei OdF-Gräber und Einfriedung – bau- und ortsgeschichtlich von Bedeutung. | 09277806 |
| Direkt Bild zu diesem Denkmal hochladen | Wohnstallhaus | Am Donnerberg 5 (Karte)                | 18. Jh.                   | Obergeschoss Fachwerk, baugeschichtliche Bedeutung, bildprägend. Erdgeschoss massiv, Fenster Obergeschoss in originaler Größe, Satteldach, altdeutsche Schieferdeckung, Bergseite zum Teil ausgemauert | 09277805 |
| Direkt Bild zu diesem Denkmal hochladen | Wohnhaus | Grenzweg 1 (Karte)                     | angeblich 1550            | Obergeschoss Fachwerk, regionaltypische Holzbauweise, baugeschichtlich, hausgeschichtlich und ortsgeschichtlich von Bedeutung, da Keimzelle des Ortes. Erdgeschoss massiv, Sandsteingewände, Fenster Obergeschoss in originaler Größe, Satteldach, Schieferdeckung. Kurfürst Moritz ließ das Zaunhaus errichten. Es war Wohnung eines „Zaunknechtes“, der den Stangenzaun gegen Böhmen hütete, um das Revier instand zu halten.                 | 09277796 |
| Direkt Bild zu diesem Denkmal hochladen | Königin-Carola-Gedenkstein                                                                                         | Heuweg (Karte)                         | 1908                      | ortsgeschichtlich von Bedeutung Porphyrfindling, geweiht 1908, Caroline von Holstein-Gottorp-Wasa 1833–1907, hielt sich in den Sommermonaten im Jagdschloss Rehefeld auf | 09278397 |
| Direkt Bild zu diesem Denkmal hochladen | Wohnstallhaus | Steinbergweg 4 (Karte)                 | vor 1800                  | Obergeschoss Fachwerk, bildprägend durch exponierte Lage, baugeschichtlich von Bedeutung Erdgeschoss massiv, zum Teil mit alten Fenstergewänden, Sprossung, Fenster Obergeschoss in originaler Größe, Schieferdeckung, Giebelverschindelung | 09277820 |
| Weitere Bilder                          | Sachgesamtheit Jagdschloss Rehefeld mit Einzeldenkmalen sowie Kriegerdenkmal und den Gartenanlagen (Gartendenkmal) | Talstraße 1 (Karte)                    | 1869 (Schloss)            | Sachgesamtheit Jagdschloss Rehefeld: Pittoreskes, durch Seitenturm akzentuiertes Jagdschloss, Holzkonstruktion, erweitert durch späteren Garagentrakt mit Fachwerk-Obergeschoss und weiteres Wohngebäude im Heimatstil sowie Kriegerdenkmal (alles Einzeldenkmale) und den Gartenanlagen (Gartendenkmal) (Einzeldenkmale ID-Nr. 09277799) – Anlage von baugeschichtlicher und geschichtlicher Bedeutung, ortsbildprägend.                       | 09301355 |
| Weitere Bilder                          | Jagdschloss Rehefeld sowie weiteres Wohngebäude im Heimatstil (Einzeldenkmal zu ID-Nr. 09301355)                   | Talstraße 1 (Karte)                    | 1869                      | Einzeldenkmale der Sachgesamtheit Jagdschloss Rehefeld: Pittoreskes, durch Seitenturm akzentuiertes Jagdschloss, Holzkonstruktion, erweitert durch späteren Garagentrakt mit Fachwerk-Obergeschoss und weiteres Wohngebäude im Heimatstil sowie Kriegerdenkmal – Anlage von baugeschichtlicher und geschichtlicher Bedeutung, ortsbildprägend.                                                                                                  | 09277799 |
| Direkt Bild zu diesem Denkmal hochladen | Wohnhaus | Talstraße 3 (Karte)                    | um 1930                   | Holzwohnhaus, frühes Zeugnis industrieller Fertigung, besondere baugeschichtliche Bedeutung. vermutlich von Firma Christoph & Unmack | 09303399 |
| Direkt Bild zu diesem Denkmal hochladen | Transformatorenhäuschen                                                                                            | Talstraße 8 (bei) (Karte)              | 1930er Jahre              | technikgeschichtlich von Bedeutung. Bruchsteinsockel, verbrettertes Obergeschoss, geschweiftes Pyramidendach | 09277803 |
| Direkt Bild zu diesem Denkmal hochladen | Wohnstallhaus | Talstraße 14 (Karte)                   | nach 1850                 | Obergeschoss Fachwerk, baugeschichtliche Bedeutung. Erdgeschoss massiv, mit typischem Putz, Sandstein-Fenster- und -Türgewände, Sprossung, alle Fenster in originaler Größe, flaches Satteldach | 09277814 |
| Direkt Bild zu diesem Denkmal hochladen | Wohnstallhaus | Talstraße 17 (Karte)                   | 19. Jh.                   | Obergeschoss Fachwerk verbrettert, baugeschichtlich von Bedeutung. Erdgeschoss massiv, mit beträchtlichen Veränderungen, Wetterhäuschen verändert, Fenster Obergeschoss jedoch in originaler Größe, Fachwerk zum Teil ausgemauert, Satteldach | 09277815 |
| Direkt Bild zu diesem Denkmal hochladen | Wohnstallhaus | Talstraße 20 (Karte)                   | um 1700                   | Obergeschoss Fachwerk, baugeschichtlich von Bedeutung. Erdgeschoss Feldsteinmauerwerk, Fenster Obergeschoss zum Teil leicht vergrößert, Dachluke, Satteldach, verbrettert und verschindelt, Kubatur und Dachstuhl erhalten, Konstruktion weitgehend erhalten, Beispiel der älteren noch erhaltenen Generation regionaltypischer Holzbauweise.                                                                                                   | 09277816 |
| Direkt Bild zu diesem Denkmal hochladen | Wohnstallhaus, mit Anbau                                                                                           | Talstraße 22 (Karte)                   | 1898, Kern evtl. älter    | Obergeschoss Fachwerk, mit Fachwerk-Anbau über Eck, baugeschichtlich von Bedeutung. Erdgeschoss massiv, verputzt, Stallteil noch erkennbar, Wetterhäuschen, Fenster Obergeschoss in originaler Größe, mit Sprossung, Giebelseiten ornamental verschindelt (eine Seite neu), Satteldach mit späterer Schleppgaupe. | 09277817 |
| Direkt Bild zu diesem Denkmal hochladen | Wohnstallhaus | Talstraße 27 (Karte)                   | 19. Jh.                   | Obergeschoss Fachwerk, regionaltypische Holzbauweise, bildprägend durch exponierte Lage, baugeschichtlich von Bedeutung. Erdgeschoss massiv, verputzt, Fenstergrößen Obergeschoss zum Teil verändert, alter Dachstuhl, altdeutsche Schieferdeckung. | 09277818 |

## Ausführliche Denkmaltexte
1. ↑  
Friedhof Rehefeld
  - Einfriedung: Zaun mit Zaunpfeilern aus Sandstein und Staketenzaunfelder. Sichtbeziehung: weite Sichten in das Tal und auf den gegenüberliegenden Hang mit dem Jagdschloss, exponierte Lage der Anlage. Grabanlage: OdF-Gräber für zwei im April 1945 gestorbene Widerstandskämpfer.
  - Friedhof: Bodenrelief (Terrassierung): Hanglage, Terrassierung für Gräberreihen durch niedrige Böschungen (sieben Längsterrassen), an der oberen Begrenzung mittiges Plateau für die Kapelle mit höherer Böschung Erschließung: Zufahrt von der Straße, leicht geschwungener ansteigender Weg vom Eingang zur Kapelle, kleine Platzfläche auf dem Plateau vor der Kapelle.
2. 1 2  
Jagdschloss Rehefeld
  - Jagdschloss: zweigeschossige Holzarchitektur, Erdgeschoss querverbrettert, Obergeschoss und zwei Geschosse des Turms mit abgerundeten Holzschindeln versehen, Fenster sechsfeldrig gesproßt, original, Walmdach mit Schieferdeckung, Turm mit steilem Pyramidendach desgl., darauf Zippus, Garagentrakt mit originalen Holztoren, darüber Vordach, Obergeschoss querverbrettert, Überleitung zum Jagdschloss mit Loggia und Original-Holztüren, weiteres Wohnhaus zweigeschossig, querverbrettert, originale Fenster mit Läden, steiles Krüppelwalmdach mit Überstand, altdeutsche Schieferdeckung, Seitenrisalit gegiebelt, ebenfalls mit Krüppelwalm, Bruchsteinsockel, einst Sommersitz von König Albert.
  - Geschichte: Das Jagdschloss ist das Weihnachtsgeschenk 1869 der Kronprinzessin Carola von Sachsen an ihren Ehemann Kronprinzen Albert von Sachsen. Die Kapelle (abgebrochen) wurde 1879 nach Plänen einer Kunstanstalt aus München errichtet. 1935–1937 Bau des Garagentraktes (Quelle: SLUB-Fotothek, Vergleich der Fotos von 1935 und 1937).
  - Kriegerdenkmal: Kriegerdenkmal Erster Weltkrieg, Sandsteinstele in Form eines Eisernen Kreuzes mit Schwert und Inschrift auf der vorderen Seite: „1914 1918 / DEN TOTEN / ZUM GEDÄCHTNIS / DEN LEBENDEN / ZUR EHRUNG / DEN KOMMENDEN / ZUR NACHEIFERUNG / DIE GEMEINDE / REHEFELD ZAUNHAUS“ und Inschrift auf der Rückseite: „IM KAMPFE FÜR IHR / TEURES VATERLAND / FANDEN IM / WELTKRIEG DEN / HELDENTOD“ (es folgen die Namen).
  - Gartenanlagen: Bodenrelief (Terrassierung): Terrasse der ehemaligen Kapelle, Terrasse des Jagdschlosses, Liegeterrasse vor dem Gästehaus, Terrassierung des unterhalb des Jagdschlosses liegenden Hanges Erschließung: von der oberen Straße Zufahrt mit Granitsteinpflaster befestigt, von der unteren Straße den Hang hinaufführender Zugangsweg; Gehölze: Baumreihe (Linde, Bergahorn, Esche, Bergahorn) in Nähe der Straße rechtsseitig der Zufahrt, Reste der nachgewiesen ältesten Baumreihe (hist. Fotos) an der oberen Böschungskante bei der Zufahrt in Nähe des Jagdschlosses (3 Bergahorn), am hinaufführenden Zugangsweg linksseitige Baumreihe (Kastanie, zwei Bergahorn, Kastanie, zwei Bergahorn, zwei Buchen (rechts und links des Weges gepflanzt), Baumreihe entlang der Böschungsoberkante der unteren Terrasse des Hanges (sieben Kastanien und zwei Lärchen), Solitärbaum (Buche) an der Böschung der Schlossterrasse, Baumreihe (zwei Kastanien) auf der Kapellenterrasse, drei Bergahorn an der oberen Böschungskante der Liegeterrasse); Blickbeziehung: aus dem Tal der Wilden Weißeritz und den gegenüberliegenden Hängen weithin sichtbares Gebäudeensemble, weite Blicke auf den Ort und in das Tal der Wilden Weißeritz.